# Головмох Шляйхера
Головмох Шляйхера (Bryum schleicheri) — вид мохів порядку головмохальних (Bryales).

## Поширення
Батьківщиною є Європа, Північна Америка, Азія.
Населяє вологий ґрунт, вздовж струмків, сильні схили тундри, ділянки пізнього сніготанення; від низьких до високих (0–4000 метрів).

## Характеристика

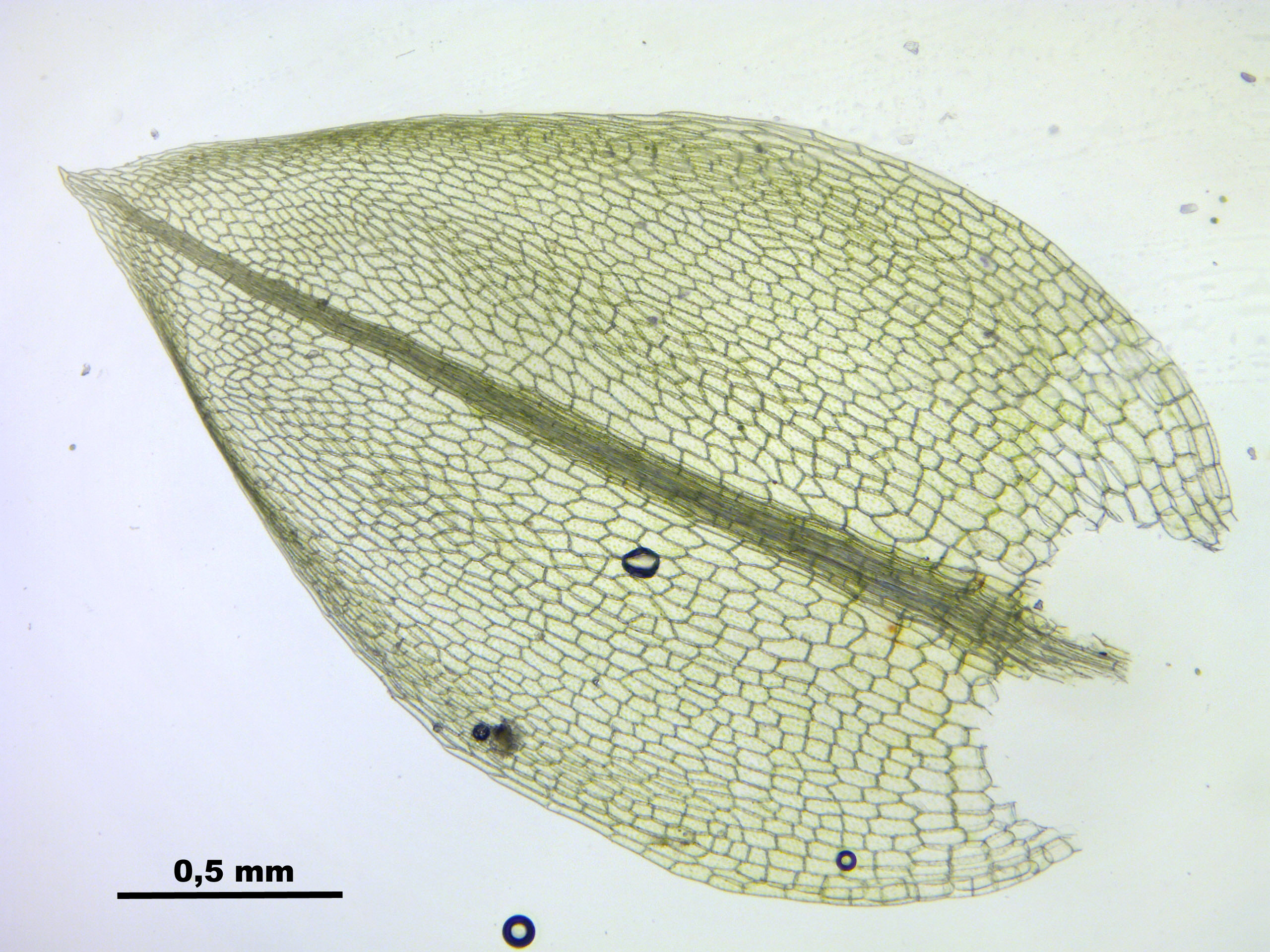

Рослини в густих або відкритих дернинах блідо-жовті, жовто-зелені або мідні. Стебла 3–6(10) см. Листки від жовтого до жовто-мідного кольору, скупчені, старі листки ± черепицеподібні, молодші листки від зігнутих до зморщених коли висихають, широко-яйцюваті, від слабко до сильно увігнутих, 2–4(5) мм, не сильно збільшені до верхівки стебла; основа зелена; краї проксимально плоскі чи закручені, дистально плоскі; верхівка гостра. Спеціалізоване нестатеве розмноження відсутнє. Вид дводомний. Коробочкові ніжки червоно-коричневі, 2–3(4) см, тонкі, від прямих до дещо вигнутих. Коробочка жовто-коричнева, 3–5 мм, рот жовтий. Спори 16–20(22) мкм, від жовтого до коричневого.